# Conochilus coenobasis
Conochilus coenobasis är en hjuldjursart som först beskrevs av Aleksandr Skorikov 1914.
Conochilus coenobasis ingår i släktet Conochilus och familjen Conochilidae. Arten är reproducerande i Sverige. Inga underarter finns listade i Catalogue of Life.